# Estonia en los Juegos Olímpicos de Ámsterdam 1928
Estonia estuvo representada en los Juegos Olímpicos de Ámsterdam 1928 por un total de 20 deportistas que compitieron en 5 deportes.  
El portador de la bandera en la ceremonia de apertura fue el atleta Gustav Kalkun.

## Medallistas
El equipo olímpico estonio obtuvo las siguientes medallas:
| Nombre                                                                            | Deporte            | Competición |
| --------------------------------------------------------------------------------- | ------------------ | ----------- |
| Oro                                                                               |                    |             |
| Osvald Käpp                                                                       | Lucha libre        | 66 kg M     |
| Voldemar Väli                                                                     | Lucha grecorromana | 62 kg M     |
| Plata                                                                             |                    |             |
| Arnold Luhaäär                                                                    | Halterofilia       | +82,5 kg M  |
| Bronce                                                                            |                    |             |
| Albert Kusnets                                                                    | Lucha grecorromana | 75 kg M     |
| Nikolai Vekšin William von Wirén Eberhard Vogdt Georg Faehlmann Andreas Faehlmann | Vela               | 6 Metre M   |